# Common Law (serie televisiva 2012)
Common Law è una serie televisiva statunitense creata dai coniugi Cormac e Marianne Wibberley e con protagonisti Michael Ealy e Warren Kole.
La serie, prodotta da CBS Television Studios e Junction Entertainment, è stata trasmessa in prima visione assoluta sul canale via cavo statunitense USA Network dall'11 maggio al 10 agosto 2012. In Italia è stata trasmessa in prima visione assoluta su Rai 3 a partire dal 22 giugno 2013, la quale l'ha poi sospesa senza trasmettere gli ultimi due episodi a causa della ripresa del palinsesto autunnale; gli ultimi due episodi sono andati in onda l'estate successiva su Rai Premium.

## Trama
La serie segue le vicende di Travis Marks e Wes Mitchell, due detective della omicidi del Los Angeles Police Department che non si sopportano a vicenda. A causa delle continue liti tra i due compagni il loro comandante, il capitano Phil Sutton, li costringe a frequentare una terapista di coppia, la dottoressa Emma Ryan, nella speranza di risolvere il problema.

## Personaggi e interpreti

### Personaggi principali
- Travis Marks, interpretato da Michael Ealy, doppiato da Fabrizio Vidale.
Detective del Los Angeles Police Department assegnato alla divisione rapine e omicidi.
- Wes Mitchell, interpretato da Warren Kole, doppiato da Massimiliano Manfredi.
Detective del Los Angeles Police Department e partner di Travis.
- Dr. Emma Ryan, interpretata da Sonya Walger, doppiata da Franca D'Amato.
Terapista che aiuta Travis e Wes nella terapia di coppia.
- Phil Sutton, interpretato da Jack McGee, doppiato da Paolo Buglioni.
Capitano del Los Angeles Police Department è l'ufficiale in comando di Travis e Wes.

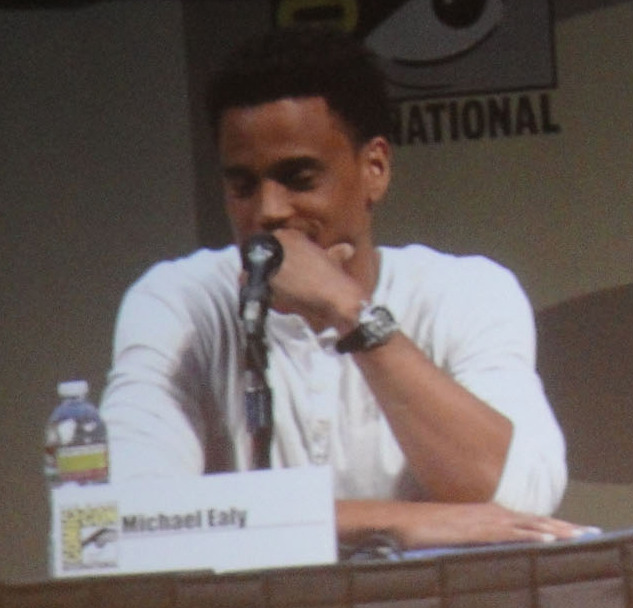
Michael Ealy interpreta Travis Marks
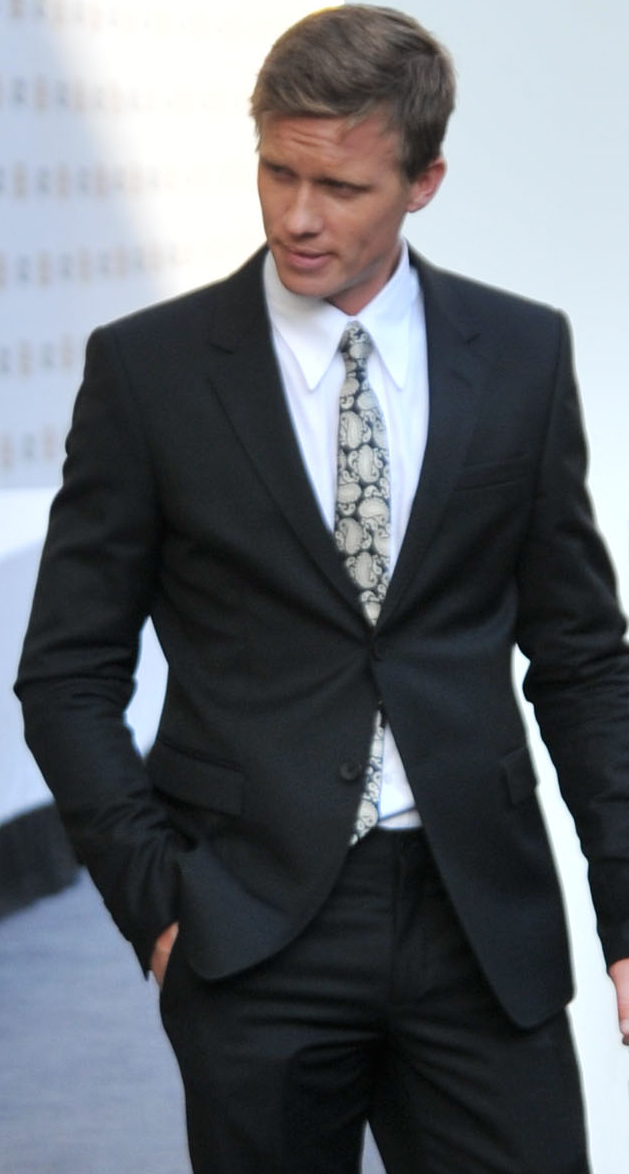
Warren Kole interpreta Wes Mitchell
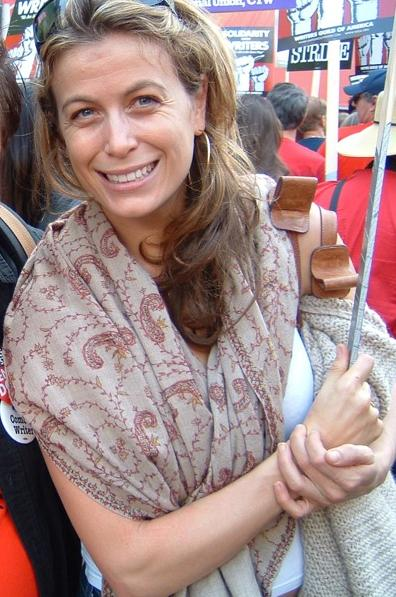
Sonya Walger interpreta la dottoressa Emma Ryan

### Personaggi secondari
- Jonelle, interpretata da Alicia Coppola.
È il medico legale che lavora presso il Los Angeles County Coroner's Office.

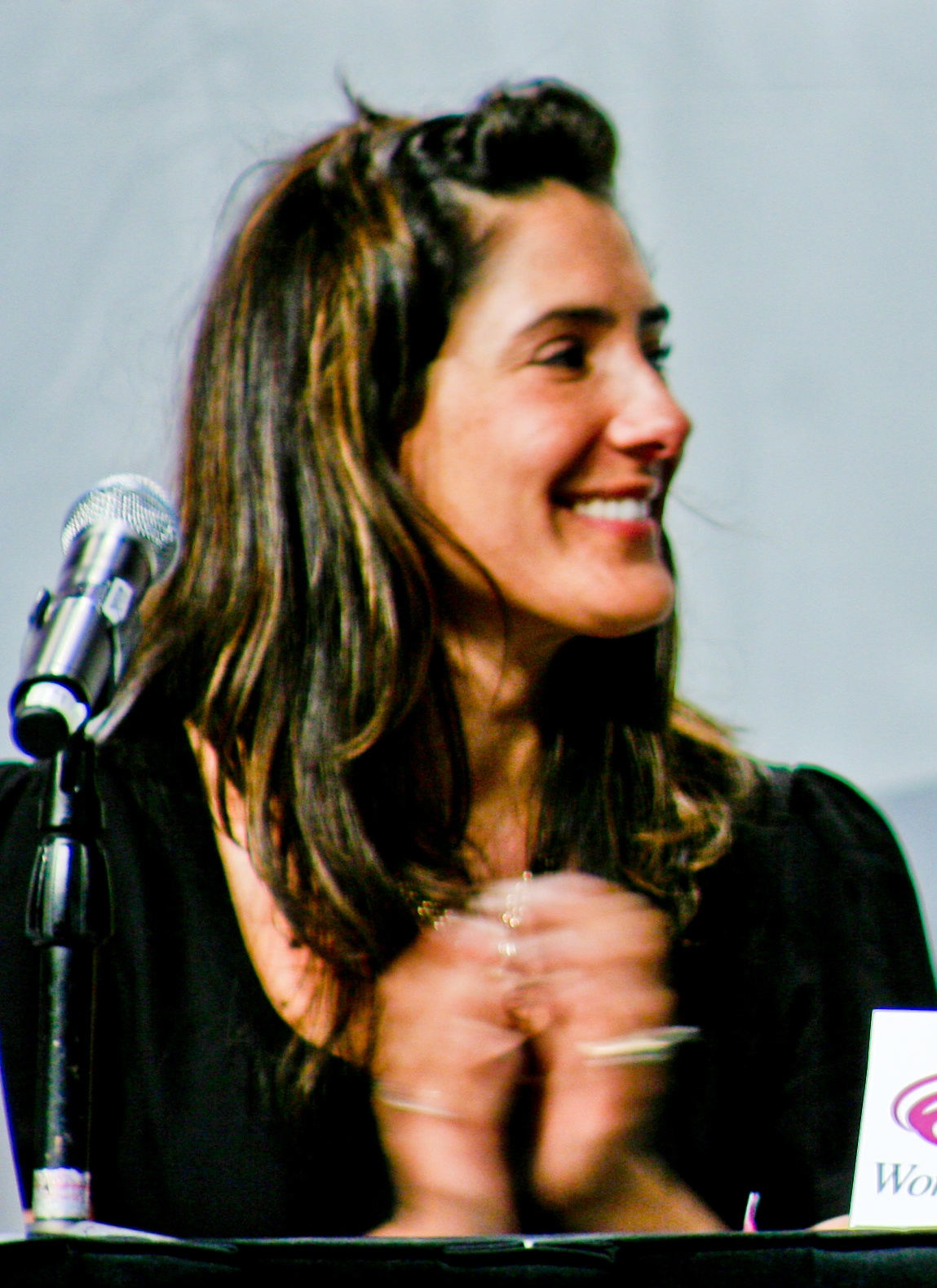
Alicia Coppola interpreta Jonelle

## Episodi
| Stagione       | Episodi | Prima TV USA | Prima TV Italia |
| -------------- | ------- | ------------ | --------------- |
| Prima stagione | 12      | 2012         | 2013-2014       |

## Produzione
Il progetto per una serie televisiva intitolata Common Law iniziò il 9 giugno 2010, quando USA Network ordinò la creazione dell'episodio pilota, scritto dai creatori della serie Cormac e Marianne Wibberley e diretto da Jon Turteltaub.
Il casting per i personaggi principali della serie iniziò nell'agosto del 2010, con Michael Ealy primo attore ad essere ingaggiato nel ruolo di Travis Marks "un donnaiolo che ha prestato servizio in un riformatorio". L'8 dicembre si unì al cast Warren Kole nel ruolo del partner di Travis, Wes Mitchell "un metodico ex-avvocato con la passione per le auto, il giardinaggio e la sua ex-moglie". Nel gennaio 2011 si unirono infine al cast anche Amy Acker e Jack McGee, rispettivamente nei ruoli della dottoressa Elyse Ryan e del capitano Phil Sutton, che andarono a completare il cast principale della serie. Si unì successivamente al cast anche l'attrice Alicia Coppola, che venne scelta per il ruolo ricorrente di Jonelle, "una patologa che ha una storia con Travis Marks".
Nel giugno del 2011 venne dichiarato che USA Network era vicino all'ordine di un'intera stagione della serie. Prima di effettuare l'ordine però, il canale decise di rimaneggiare la sceneggiatura, con l'aggiunta di più azione e il rilancio del ruolo della dottoressa Elyse Ryan, interpretato da Amy Acker nel pilot, il cui nome sarebbe stato cambiato in Emma.
Il 6 luglio 2011 USA Network diede il semaforo verde per la creazione di un'intera stagione della serie composta da undici episodi, la cui proiezione sarebbe dovuta iniziare il 26 gennaio 2012. Le riprese degli episodi della serie si sono svolte a New Orleans in Louisiana.
L'8 dicembre 2011 venne annunciato che l'inizio della programmazione della serie era stato posticipato all'estate del 2012.
Il 31 ottobre 2012 USA Network, a causa dei bassi ascolti ottenuti, decise di cancellare la serie.